# Prallhänge der Iller nördlich Kempten

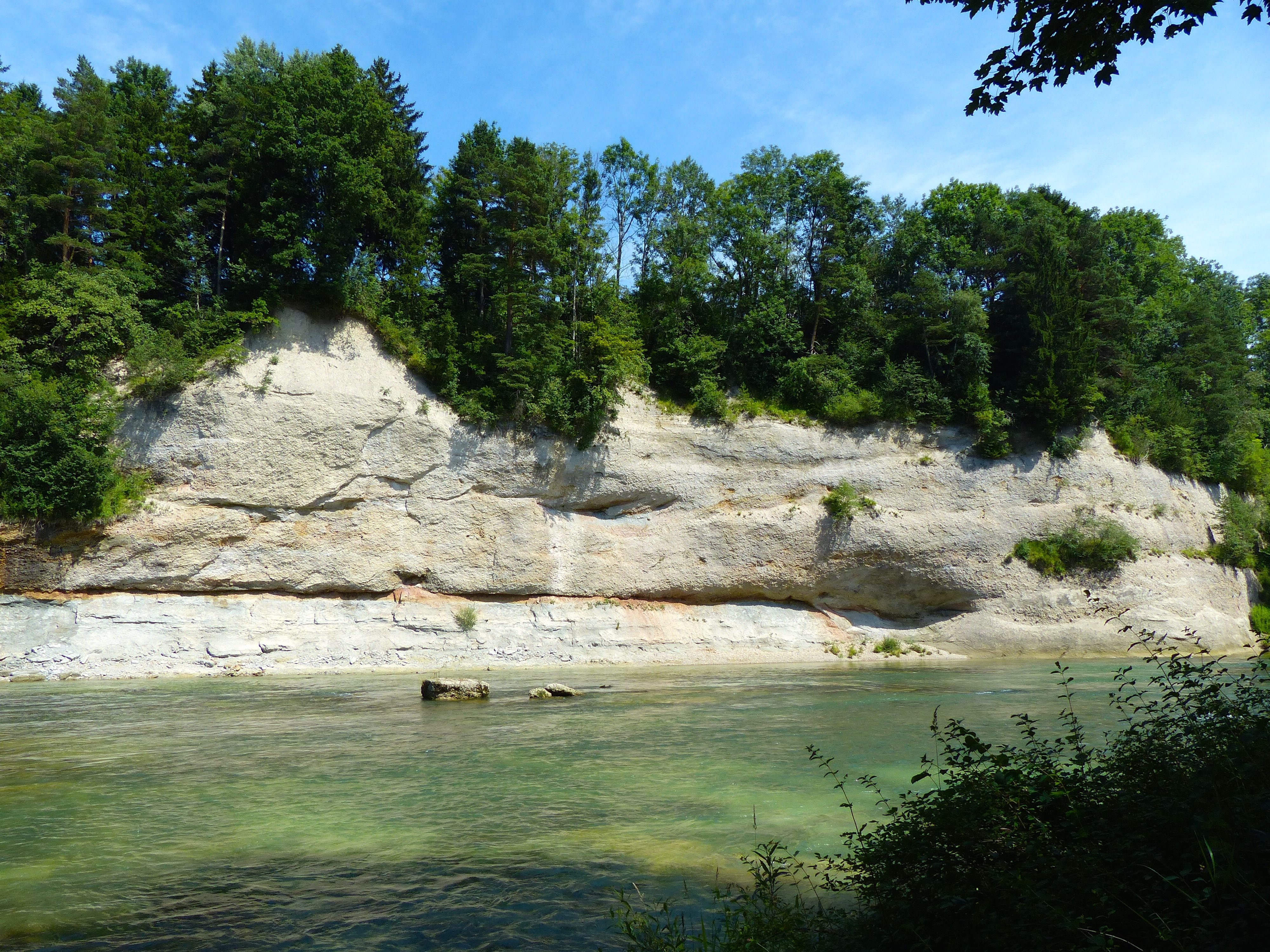
Prallhänge der Iller nördlich Kempten

Die Prallhänge der Iller nördlich Kempten sind ein Geotop im Landschaftsschutzgebiet Iller in Kempten (Allgäu). Auf einer Höhe von 660 Meter über Normalnull befinden sich diese steilen Prallhänge im Naturraum der Illervorberge in der geologischen Raumeinheit der Iller-Lech-Jungmoränenregion.
Das Gebiet im Umfeld des Geotops ist überwiegend durch eiszeitlich gebildete Moränenlandschaftsformen charakterisiert, während im Flussniveau der Iller jüngere, holozänzeitliche Talauen-Ablagerungen dominieren. An der östlichen Uferseite sind Gesteine der Oberen Serie der Obere Süßwassermolasse anstehend, die infolge der Abtragung durch das Wasser aufgeschlossen wurden.
Die Iller schuf im Lauf ihrer Geschichte an diesem Flussabschnitt mehrere bis zu 25 Meter hohe Prallhänge. In diesem Profil sind auf einer Länge von 300 Metern Kalksteine, Mergelsteine und Konglomerate des mittleren bis oberen Miozän zu sehen. Die Fläche des ausgewiesenen Geotops ist etwa 3000 m² groß.
Das Geotop Prallhänge der Iller nördlich Kempten ist im Jahr 2008 vom Bayerischen Landesamt für Umwelt als lokal bedeutend (Geotop-Nr. 763A003), mit einer Eignung als Exkursions- und Forschungsobjekt eingestuft worden und ist nur vom gegenüberliegenden, westlichen Flussufer zu sehen.